# بيتر أوبراين
بيتر أوبراين (بالإنجليزية: Peter O'Brien) هو لاعب كرة قاعدة أمريكي، ولد في 15 يوليو 1990 في هياليه في الولايات المتحدة.

## وصلات خارجية
- بيتر أوبراين على موقع دوري كرة القاعدة الرئيسي (الإنجليزية)
- بيتر أوبراين على موقعبيزبول رفرنس.كوم (الدوري الرئيسي) (الإنجليزية)
- بيتر أوبراين على موقعبيزبول رفرنس.كوم (الدوري الثانوي) (الإنجليزية)
- بيتر أوبراين على موقع إي إس بي إن.كوم (أم.أل.بي) (الإنجليزية)
- بيتر أوبراين على موقع مشجعي الرسوم البيانية (الإنجليزية)